# Amphoe Phu Kradueng
Amphoe Phu Kradueng (Thai: อำเภอ ภูกระดึง, Aussprache: ʔāmpʰɤ̄ː pʰūː krādɯ̄ŋ) ist ein Landkreis (Amphoe – Verwaltungs-Distrikt) im Süden der  Provinz Loei. Die Provinz Loei liegt im nordwestlichen Teil der Nordostregion von Thailand, dem so genannten Isan.

## Geographie
Benachbarte Landkreise und Gebiete sind (von Norden im Uhrzeigersinn): die Amphoe Phu Luang, Nong Hin und Pha Khao in der Provinz Loei, Amphoe Si Bun Rueang der Provinz Nong Bua Lamphu, die Amphoe Si Chomphu, Chum Phae und Phu Pha Man der Provinz Khon Kaen, sowie Amphoe Nam Nao der Provinz Phetchabun.
Der Nationalpark Phu Kradueng liegt im Landkreis.

## Geschichte
Phu Kradueng wurde am 1. Januar 1962 zunächst als „Zweigkreis“ (King Amphoe) eingerichtet, indem die drei Tambon Si Than, Puan Phu und Pha Khao vom Amphoe Wang Saphung abgetrennt wurden. 
Am 16. Juli 1963 wurde er zum Amphoe heraufgestuft.

## Verwaltung

### Provinzverwaltung
Der Landkreis Phu Kradueng ist in vier Tambon („Unterbezirke“ oder „Gemeinden“) eingeteilt, die sich weiter in 54 Muban („Dörfer“) unterteilen.
| Nr. | Name         | Thai    | Muban | Einw.  |
| --- | ------------ | ------- | ----- | ------ |
| 1.  | Si Than      | ศรีฐาน   | 16    | 11.388 |
| 5.  | Pha Nok Khao | ผานกเค้า | 14    | 08.124 |
| 7.  | Phu Kradueng | ภูกระดึง  | 13    | 07.881 |
| 10. | Huai Som     | ห้วยส้ม   | 11    | 06.806 |

Hinweis: Die fehlenden Nummern (Geocodes) gehören zu den Tambon, die heute zu Pha Khao und Nong Hin gehören.

### Lokalverwaltung
Es gibt eine Kommune mit „Kleinstadt“-Status (Thesaban Tambon) im Landkreis:
- Phu Kradueng (Thai: เทศบาลตำบลภูกระดึง) bestehend aus den Teilen der Tambon Si Than, Pha Nok Khao, Phu Kradueng.

Außerdem gibt es vier „Tambon-Verwaltungsorganisationen“ (องค์การบริหารส่วนตำบล – Tambon Administrative Organizations, TAO):
- Si Than (Thai: องค์การบริหารส่วนตำบลศรีฐาน) bestehend aus Teilen des Tambon Si Than.
- Pha Nok Khao (Thai: องค์การบริหารส่วนตำบลผานกเค้า) bestehend aus Teilen des Tambon Pha Nok Khao.
- Phu Kradueng (Thai: องค์การบริหารส่วนตำบลภูกระดึง) bestehend aus Teilen des Tambon Phu Kradueng.
- Huai Som (Thai: องค์การบริหารส่วนตำบลห้วยส้ม) bestehend aus dem kompletten Tambon Huai Som.